# روبرتو زانتی
روبرتو زانِتی (ایتالیایی: Roberto Zanetti؛ زادهٔ ۲۸ نوامبر ۱۹۵۶) با نام هنری ایتالیایی ساواج و رابیکس، آهنگساز، تهیه‌کننده موسیقی و خواننده اهل ایتالیا است. وی از سال ۱۹۸۳ میلادی تاکنون مشغول فعالیت بوده‌است.
از ترانه‌های مشهور او می‌توان به «امشب گریه مکن» (۱۹۸۳)، «فقط تو» (۱۹۸۴)، «عاشقی، مرگ است» (۱۹۸۶)، «خدا نگهدار» (۱۹۸۹) و «ترکم نکن» (۱۹۹۰) اشاره کرد. او همچنین یکی از هنرمندانی است که ترانهٔ مشهور «(من همین حالا) در آغوشت جان دادم» (اثرِ گروه راک انگلیسی «کاتینگ کرو») را بازخوانی کرده است.
روبرتو زانِتی علاوه بر ترانه‌های خودش، برای خوانندگان دیگری چون «زوکرو»، «آیس ام‌سی»، «دابل یو» و «آلکسیا» آهنگسازی کرده یا تهیه موسیقی آنان را به عهده داشته است.